# Toad (Marvel)
Toad (Mortimer Toynbee) is een fictieve superheld uit de strips van Marvel Comics, en een vijand van de X-Men. Hij werd bedacht door Stan Lee en Jack Kirby, en verscheen voor het eerst in X-Men #4 (maart 1964).
Toad is een mutant. Oorspronkelijk was hij een zwak, gebocheld individu met bovenmenselijk springvermogen en een lange tong gelijk aan die van een pad (wat ook de letterlijke vertaling van zijn naam is). Hij was Magneto’s dienaar in de eerste incarnatie van de Brotherhood of Mutants. Later leidde hij zelf de derde incarnatie van dit team.
Latere versies van Toad (in elk geval die getekend zijn na 2000) vertonen meer overeenkomsten met de filmversie uit de X-Men film.

## Biografie
Mortimer Toynbee werd geboren in York, Engeland. Hij werd al snel in de steek gelaten door zijn ouders en bracht vele jaren in en weeshuis door, waar hij vanwege zijn uiterlijk (zijn mutatie was al vanaf zijn geboorte zichtbaar) een buitenbeetje was. Vanwege zijn verlegenheid werd er vaak gedacht dat hij mentaal inferieur was aan normale mensen, maar in werkelijkheid was hij behoorlijk intelligent. Vanwege dit alles ontwikkelde Mortimer een zwaar minderwaardigheidscomplex, en werd slaafs aan iedereen die ook maar een beetje affectie voor hem toonde.
Hij werd gerekruteerd door Magneto voor zijn originele Brotherhood of Mutants. Toad dacht dat Magneto om hem gaf, maar in werkelijkheid zag Magneto hem als niets meer dan zijn dienaar. Toad raakte geobsedeerd door Scarlet Witch, wat tot een vijandschap leidde met haar en haar broer Quicksilver.
Op een gegeven moment werden Magneto en Toad gevangen door de alien Stranger. Magneto wist te ontsnappen, maar liet Toad achter. Magneto werd weer gevangen en bij zijn tweede ontsnapping nam hij Toad wel mee. Die realiseerde zich inmiddels dat Magneto geen barst om hem gaf, en verliet hem. Toad begon met het bestuderen van Stranger’s technologie en raakte hier al snel mee vertrouwd. In de loop der jaren probeerde hij in zijn eentje een carrière als superschurk op te bouwen, maar zonder succes. Hij besefte dat hij te veel afhankelijk was van anderen om alleen te kunnen slagen. Hij probeerde tijdelijk een superheld te worden door samen met Spider-kid en Frog-Man het team de Misfits op te richten.
Toad leed echter aan constante depressie. Hij verliet de Misfits en vormde zijn eigen versie van de Brotherhood of Mutants samen met Blob, Pyro, Sauron en Phantazia. Dit team was niet bepaald succesvol.
Jaren later werd Toad samen met Juggernaut, Iceman, Jean Grey en Mystique gevangen door Prosh om te helpen een globale bedreiging te stoppen. Toad leerde hier dat zijn lichamelijke afwijkingen kwamen door experimenten van Juggernaut’s vader Kurt Marko in Alamogordo, New Mexico. Deze experimenten gaven Toad een onstabiele genetische structuur. Met behulp van Strangers technologie wist Toad deze genetische afwijkingen te corrigeren, waardoor hij een complete metamorfose onderging. Hij werd slanker, sterker en zijn krachten namen toe.
Ondanks deze verandering bleef Toad doelloos zijn leven leiden. Hij sloot zich bij nog een paar incarnaties van de Brotherhood aan, maar geen van deze teams hield het lang vol. Tijdens de Planet X verhaallijn sloot hij zich om onbekende reden toch weer bij Magneto aan, maar hij was niet meer zo slaafs en gehoorzaam als vroeger en twijfelde zelfs openlijk aan Magneto’s plannen. Magneto daarentegen was ook minder wreed tegenover Toad. Later werd onthuld dat dit niet Magneto was maar een dubbelganger genaamd Xorn, die werd gedood door Wolverine.
Toen een mentaal onstabiele Scarlet Witch de realiteit veranderde, werd Toad tijdelijk lid van Wolverines Red Guard team. Hij hielp de helden om de wereld weer normaal te krijgen. Toad was een van de weinige mutanten die niet zijn krachten verloor door Scarlet Witch. Dit kan betekenen dat hij in de toekomst een grotere rol zal spelen in de X-Men strips.

## Krachten en vaardigheden
Toads fysieke en mentale eigenschappen zijn in de loop der jaren veranderd. Oorspronkelijk had hij bovenmenselijke kracht en springvermogen, en een gemiddelde intelligentie.
Toads hoofdzakelijke kracht is zijn vermogen om over grote afstanden te springen. Zowel verticaal als horizontaal kan hij vele meters springen. Bij zijn eerste verschijning in de strips had hij geen ervaring met vechten, en probeerde zijn tegenstanders dan ook vooral uit te schakelen door bovenop ze te springen. Nadien is dit echter verbeterd en nu gebruikt hij zijn springtalent + tong in combinatie.
Toads intelligentie is in de loop der jaren toegenomen. Hij heeft technologische en wetenschappelijke kennis, die hij verkreeg als dienaar van Magneto en door de technologie van de alien Stranger te bestuderen. Ook Toads kracht is toegenomen over de jaren.
Toad heeft een zeer flexibele ruggengraat waardoor hij urenlang in een kruippositie kan blijven. Hij heeft een zeer lange tong waarmee hij zowel voorwerpen als mensen kan vastgrijpen. Later verkreeg hij de gave om een kleverige substantie die kan uitharden tot steen te spugen (dit werd erbij bedacht voor de filmversie van Toad, maar hij is sindsdien ook een onderdeel geworden van de strips).
Toad had ooit de gave om telepathisch te communiceren met bijna alle soorten amfibieën en grote windvlagen uit te blazen. Tegenwoordig gebruikt hij deze krachten niet meer, en aangezien hij ze pas ontwikkelde tijdens zijn periode van genetische onstabiliteit kan worden aangenomen dat hij deze krachten niet meer heeft.

## Ultimate Toad
De Ultimate Marvel versie van Toad was oprichter van de Brotherhood of Mutants. Deze Toad lijkt sterk op de filmversie. Hij is net als zijn tegenhanger uit de standaard strips van Britse afkomst, maar hij heeft slechts vier vingers, groene huid en kan net als Spider-Man tegen muren opkruipen. Een ander groot verschil tussen hem en zijn tegenhanger uit de standaard strips is dat deze versie van Toad velen malen zelfverzekerder is dan zijn standaard versie. Toen Cyclops bij de Brotherhood zat waren hij en Toad goede vrienden.

## Toad in andere media

### Film
Toad werd gespeeld door Ray Park in de X-Men film uit 2000. Hij was hier een lid van Magneto’s Brotherhood samen met Mystique en Sabretooth. De filmversie van Toad was in tegenstelling tot zijn stripversie (op dat moment) sarcastisch, aanmatigend en een sterke tegenstander voor de X-Men. Hij heeft een kleverige 13 voet tong en de gave om een kleverige substantie uit te spugen die meteen verhardt. Deze eigenschappen zijn na de film ook in de strips verwerkt. Toad wordt uiteindelijk geëlektrocuteerd door een bliksem van Storm en lijkt hierbij om te komen. Echter in het computerspel X-Men: The Official Movie Game wordt vermeld dat hij dit heeft overleefd.
Toad stond ook gepland voor de tweede film, maar werd vervangen door Lady Deathstrike. Hij leek even een cameo te hebben in X-Men: The Last Stand – een mutant die sterk op hem lijkt klimt tegen een muur op wanneer Magneto de Morlocks bezoekt. Maar volgens de aftiteling was dit niet Toad. Veel fans denken dat dit Anole was. Wel verscheen zijn naam op een computerscherm waarop een lijst van mutanten werd getoond.Ook heeft Toad een cameo in X men origine Wolverine als gevangene van Stryker maar wordt door Wolverine bevrijd. Hij is ook te zien in X men: Days future past hierin vocht hij met onder anderen Havok in Vietnam hij wordt door Trask gevangene genomen maar door Mystique weer bevrijd.

### Marvel Cinematic Universe
In de derde Deadpool film Deadpool & Wolverine uit 2024 verschijnt Toad in de Void van het Marvel Cinematic Universe, gespeeld door Daniel Medina Ramos. Deze versie van Toad is gebaseerd op de variant van Ray Park. Hierin werkt hij voor Cassandra Nova.

### Televisie
- Toad had een vaste rol in de animatieserie X-Men: Evolution, waarin hij lid was van de Brotherhood. Deze versie van Toad was echter van Amerikaanse afkomst, en heette in werkelijkheid Todd Tolensky in plaats van Mortimer Toynbee. Hij heeft ook een oogje op Scarlet Witch.

- Toad verscheen in de animatieaflevering "Pryde of the X-Men", waarin Frank Welker zijn stem deed.

- Toad had een cameo in de animatieserie Spider-Man and His Amazing Friends, in de aflevering "The Prison Plot". Hij was te zien op een computermonitor ophet moment dat Magneto eist dat zijn Brotherhood wordt vrijgelaten.

- Toad verscheen in de X-Men animatieserie, in de afleveringen Secrets, No Longer Buried en Graduation Day.